# Пухова, Зоя Павловна
Зо́я Па́вловна Пу́хова (24 сентября 1936 года, дер. Селезнёво Комсомольского района, Ивановской области, РСФСР, СССР, — 6 января 2016 года, Москва, Российская Федерация) — советский организатор производства, общественный и хозяйственный деятель. Ткачиха прядильно-ткацкой фабрики им. С. И. Балашова  в городе Иваново.

## Биография
Родилась 24 сентября 1936 года в деревне Селезнёво, ныне Комсомольского района Ивановской области, в крестьянской семье. Отец — Павел Скрипков — погиб на фронте в Великую Отечественную войну, мама воспитывала четверых детей одна.
В 1951 году Зоя окончила Седельницкую семилетнюю школу и уехала в областной центр — город Иваново, где после прохождения обучения в школе ФЗО работает на фабрике имени С. И. Балашова в течение последующих 22 лет.
В середине 1960-х годов началась реконструкция ивановских предприятий. В 1963 году на фабрику им. Балашова пришли новые чехословацкие бесчелночные автоматические станки и двадцати опытным ткачихам, в числе которых была и Зоя Пуховой, доверили их освоение. Она выступила инициатором движения за сокращение сроков освоения проектной мощности новой техники, с призывом «От новой техники — высокую отдачу!». Пухова одной из первых освоила новую технику. Ей удалось достичь заданной производительности станков за полтора года — вдвое быстрей, чем предусматривалось, а потом довести её до 23 тысяч уточин на станок в час (при проектной мощности — 19200).
С 1966 по 1989 год избиралась депутатом Совета Союза Верховного Совета СССР 7—11 созывов от Ивановской области. Народный депутат СССР от Комитета советских женщин (1989-1991). Член Президиума Верховного Совета.
В апреле 1973 года была назначена директором фабрики имени 8 Марта, которым являлась по 1985 год включительно. В результате возглавляемое ею текстильное предприятие стало лучшим в стране.
С 1985 по 1987 гг. работала председателем исполнительного комитета Ивановского областного Совета народных депутатов. С 1987 по 1991 — председателем Комитета советских женщин, сменив на посту председателя Валентину Терешкову.
В 1991 году ушла на заслуженный отдых.
Последние годы жизни провела в своей родной деревне Селезнёво.

## Награды
- Герой Социалистического Труда (Орден Ленина и Медаль «Серп и Молот»)
- Орден Октябрьской Революции
- Орден Трудового Красного Знамени (23.09.1986)
- Медаль За доблестный труд в ознаменование 100-летия В. И. Ленина
- Лауреат Государственной премии СССР
- Почётный гражданин города Иванова